# Махнів Новий
Махнів Новий (пол. Machnów Nowy) — осада (селище) у Польщі, розташоване в Люблінському воєводстві Томашовського повіту, ґміни Любича-Королівська.
| Польща | Це незавершена стаття з географії Польщі. Ви можете допомогти проєкту, виправивши або дописавши її. |